# Madison (motorfiets)

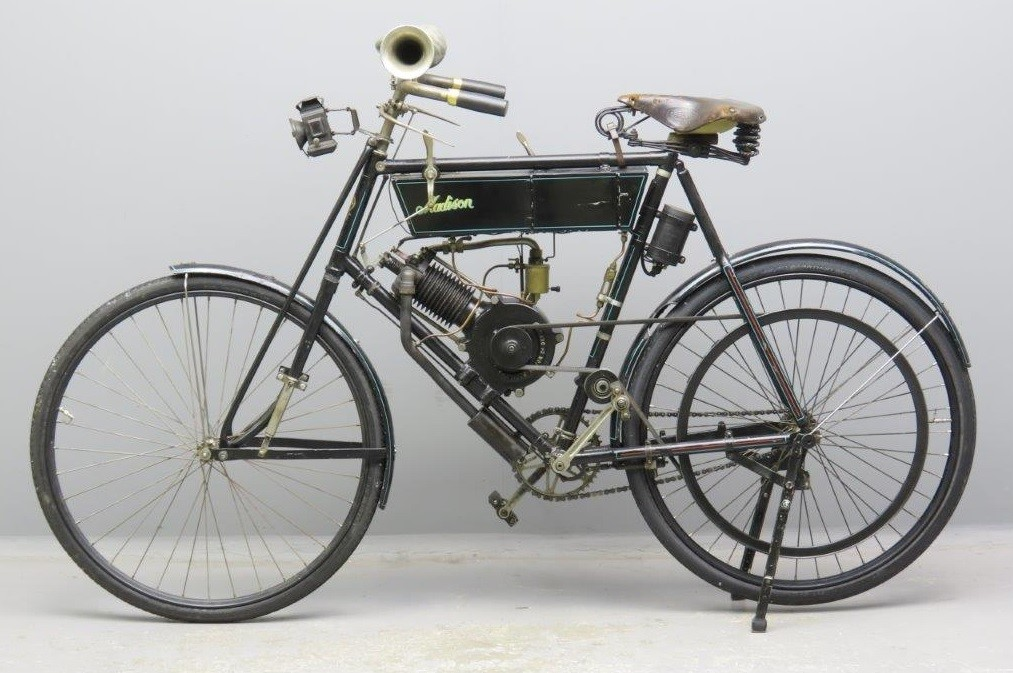
De Madison-inbouwmotor in het frame van een Magnet-fiets.

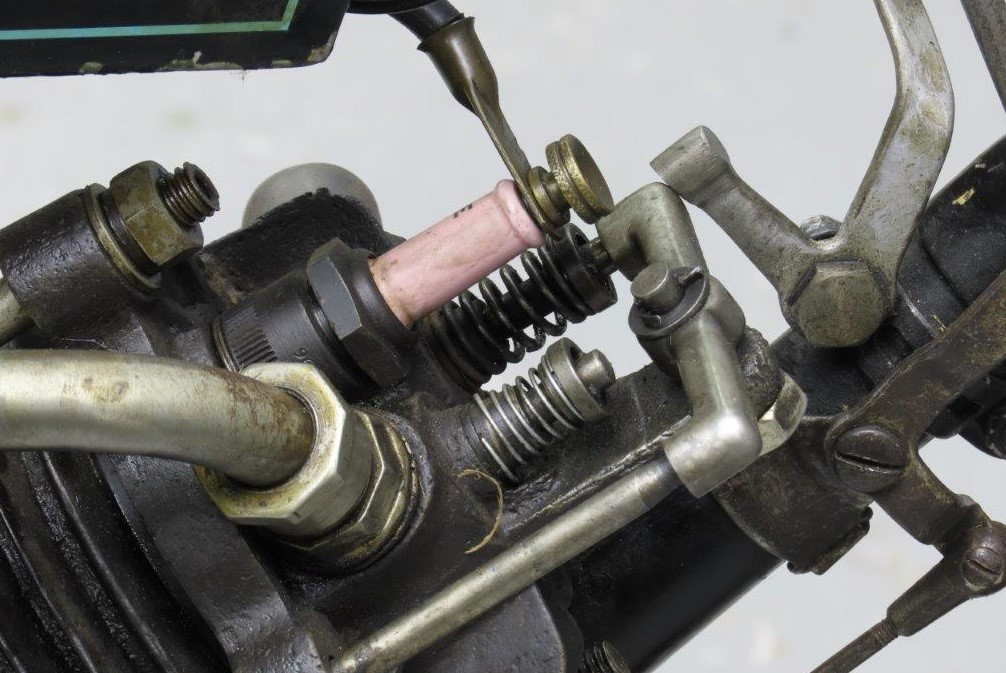
Een zeldzaamheid in 1903: de uitlaatklep uitgevoerd als kopklep.

Madison is een Brits historisch merk van inbouwmotoren. 
De bedrijfsnaam was: Madison Motor Company, 9 Woolrych Street, Derby. Het bedrijfsmotto was: "We lead - others follow".
Madison leverde haar inbouwmotoren indien gewenst met alle noodzakelijke middelen om een fiets om te bouwen tot motorfiets. Er waren twee versies: een 2pk-model en een 3pk-model. Klanten konden de motor compleet kopen voor 11 pond en 18 shilling, maar ook in onderdelen. Dan kostte het 2pk-model 3 pond 15 shilling en het 3pk-model 4 pond. De motor werd geleverd met oppervlaktecarburateur, bobine, benzinetank, manettes, bougie, aandrijfriem, uitlaatpijp en zes maanden garantie. De motor had een inlaat-snuffelklep, maar in tegenstelling tot het gebruikelijke was de uitlaatklep een kopklep, wat in 1903 zeer modern was. De tank had drie compartimenten, voor benzine, ontstekingssysteem en smeerolie. Het oliegedeelde zat aan de achterkant en voedde het carter via een druppelaar. 
Madison adverteerde alleen in 1903, waardoor het mogelijk is dat de motoren alleen in dat jaar werden geleverd. 